# Vrgorac
Vrgorac (Italiaans: Vergoraz of Vergorazzo; Duits: Vergoraz of Wergoratz) is een stad in Dalmatië (Kroatië), 38 km ten zuidoosten van de plaats Makarska. De plaats ligt 317 meter boven zeeniveau en het heeft 1697 inwoners. De gemeente telt 7593 inwoners op een oppervlakte van 284 km².

## Landschap
Vrgorac ligt boven de vruchtbare wijnvelden en is hier ook om bekend (wijnkelder "Vrgorka"). In de nabijheid ligt een dwergappelplantage en de grootste asfaltberg van Europa. Vanaf de berg Matokit (1063 m) boven Vrgorac gelegen kan men uitkijken over de velden van Bosnië en Herzegovina in het achterland en tevens over de Dalmatische eilanden. Vrgorac is tevens de geboorteplaats van de bekende Kroatische dichter Tin Ujevic (1891-1955).

## Galerij

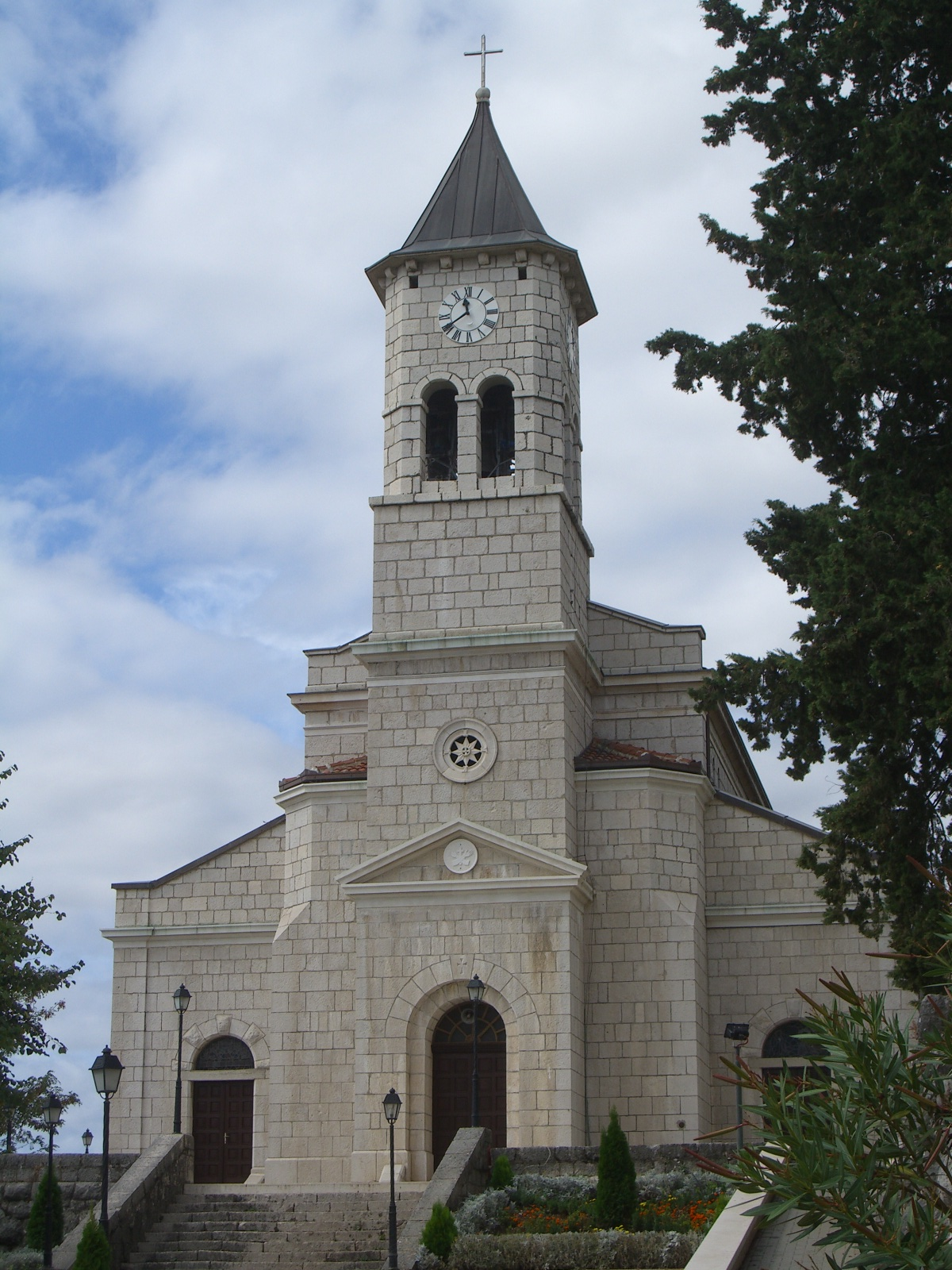
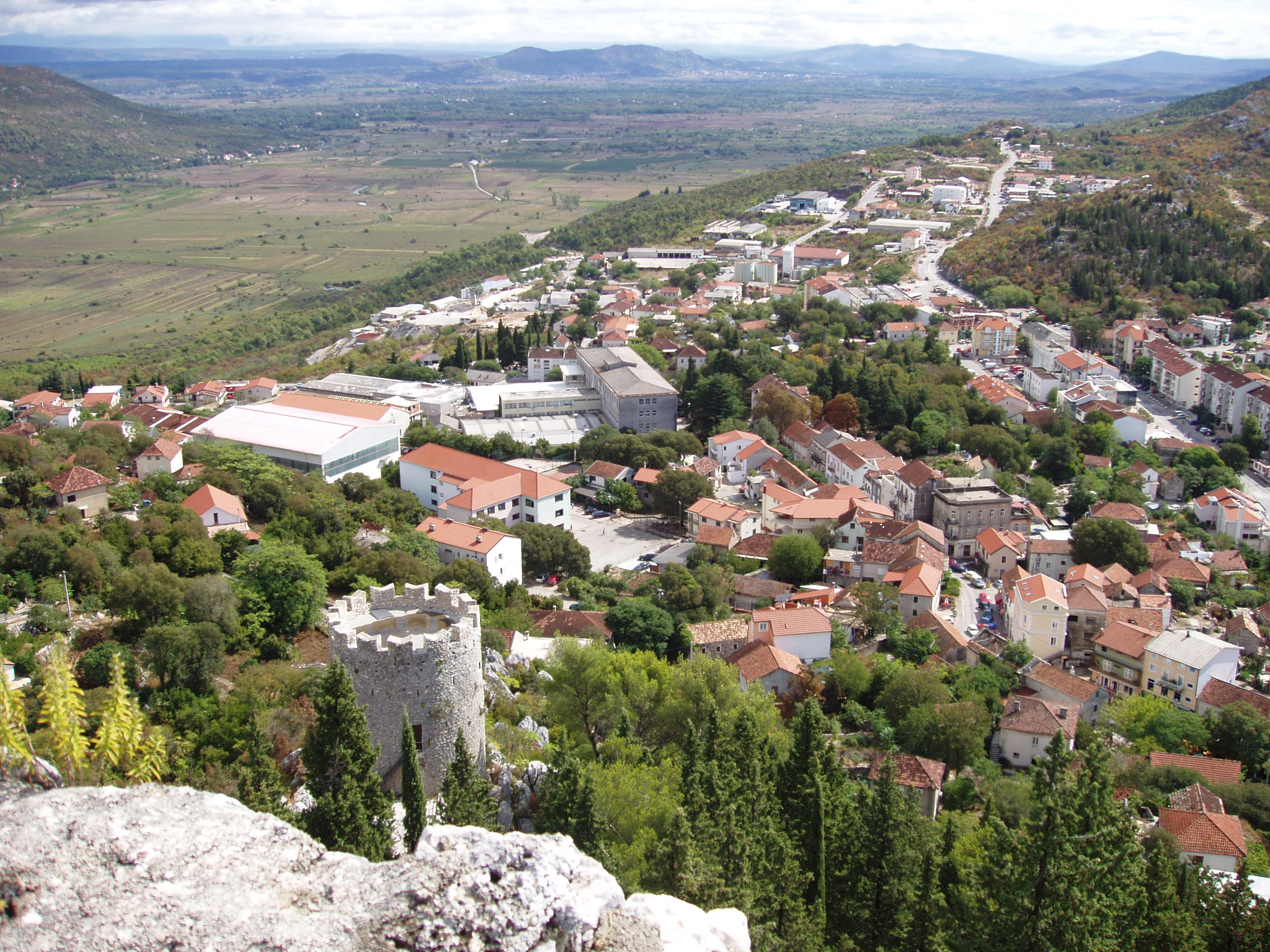
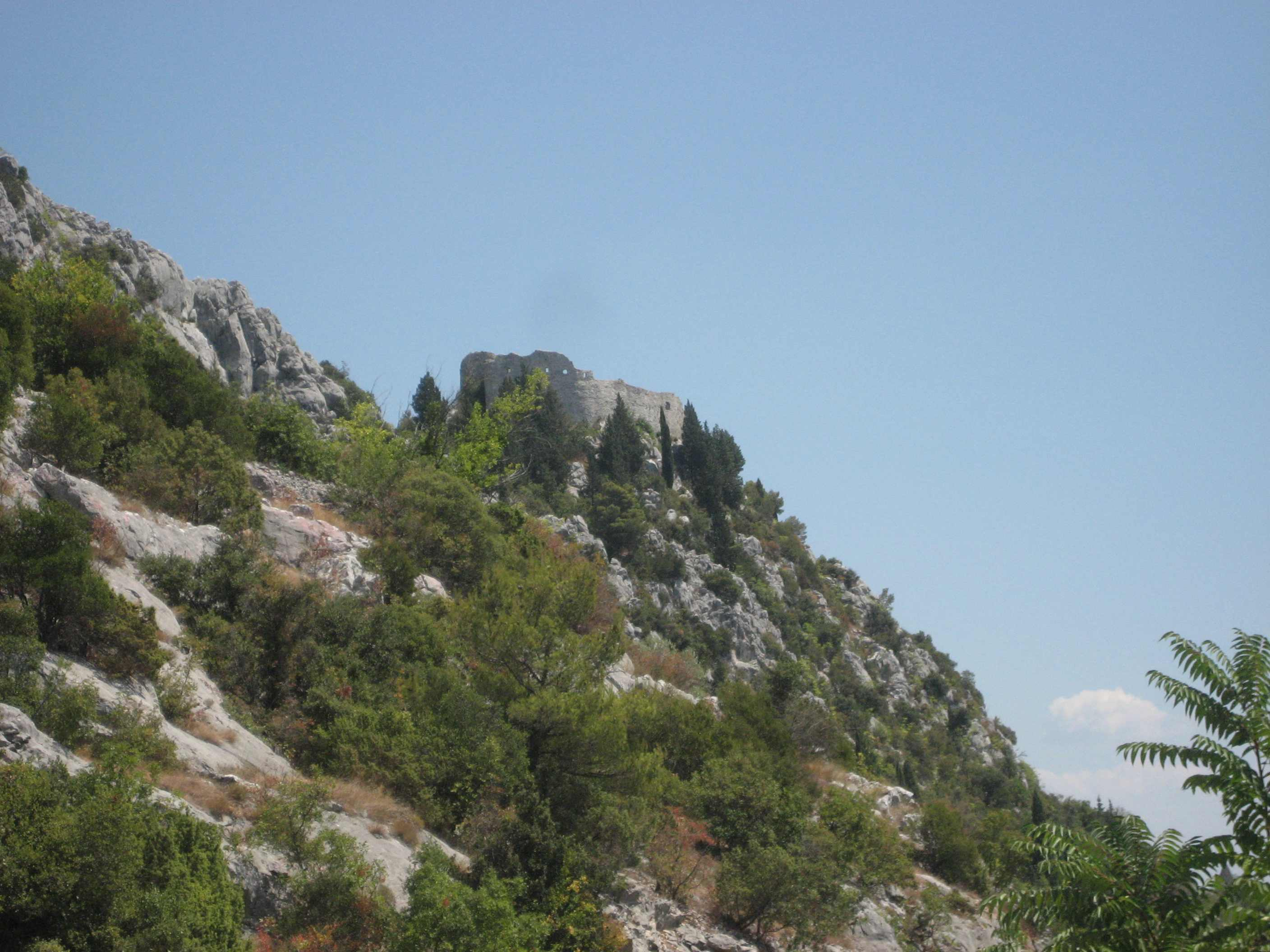
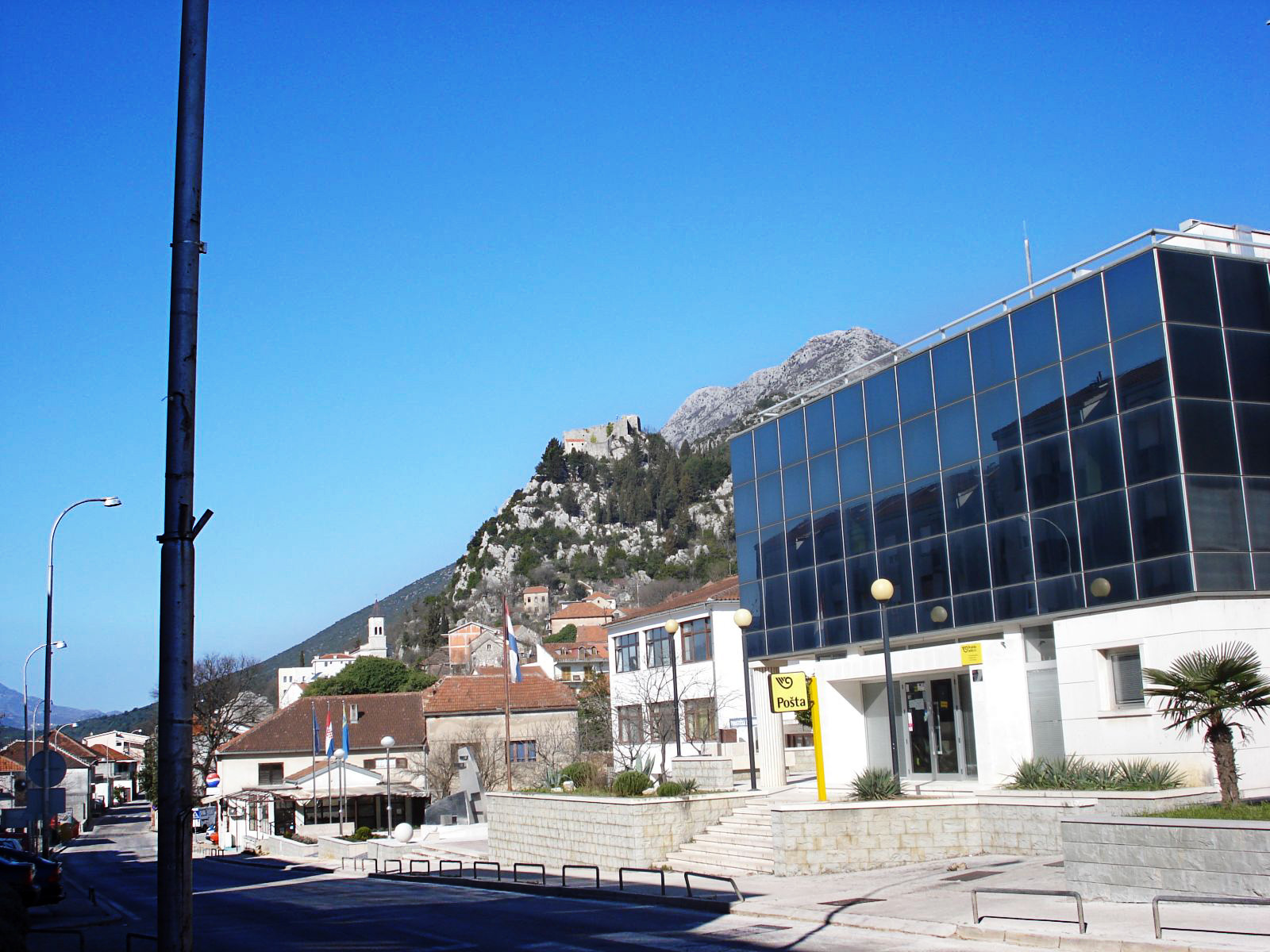
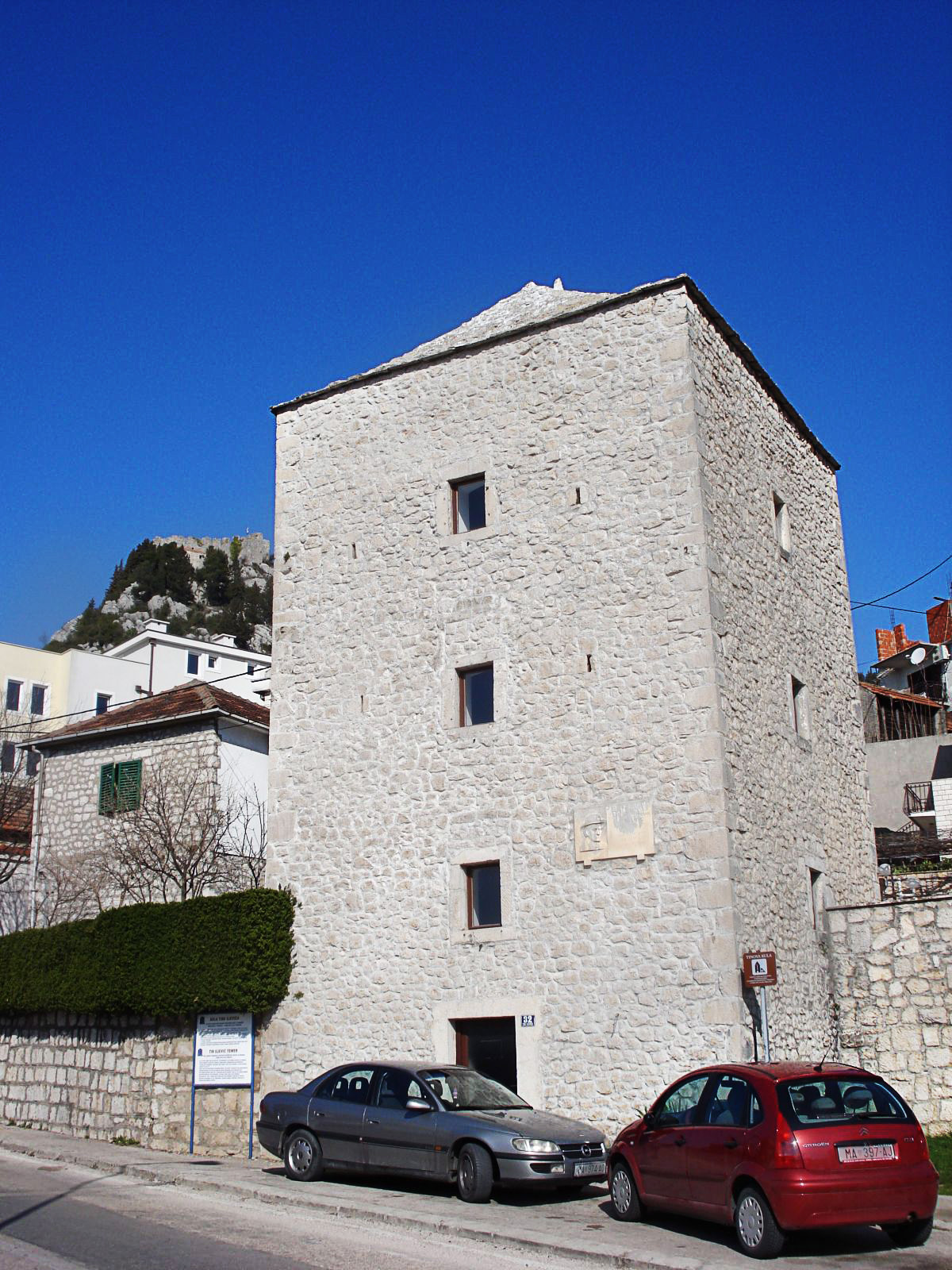
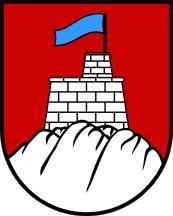
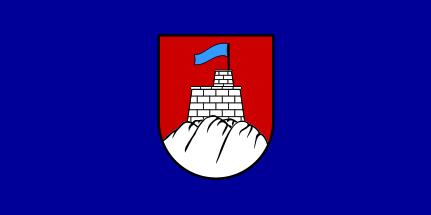
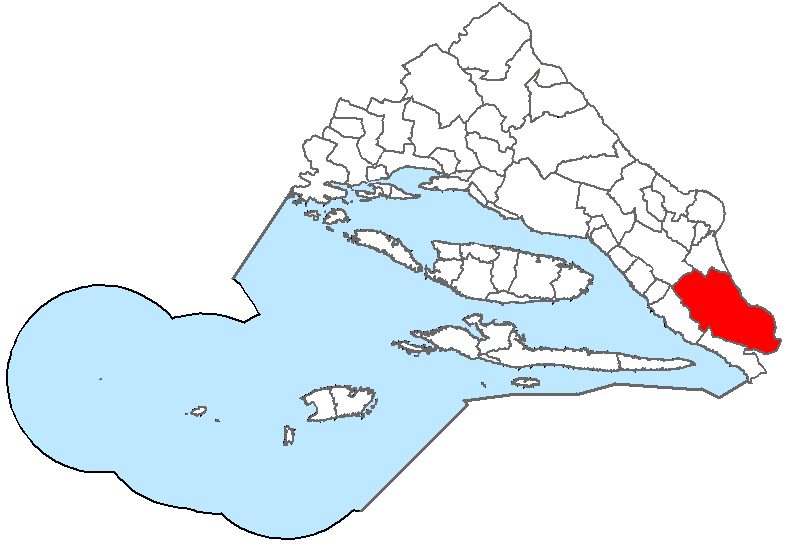

Steden (gradovi): Split · Hvar · Imotski · Kaštela · Komiža · Makarska · Omiš · Sinj · Solin · Stari Grad · Supetar · Trilj · Trogir · Vis · Vrgorac · Vrlika

Gemeenten (općine): Baška Voda · Bol · Brela · Cista Provo · Dicmo · Dugi Rat · Dugopolje · Gradac · Hrvace · Jelsa · Klis · Lećevica · Lokvičići · Lovreć · Marina · Milna · Muć · Nerežišća · Okrug · Otok · Podbablje · Podgora · Podstrana · Postira · Prgomet · Primorski Dolac · Proložac · Pučišća · Runovići · Seget · Selca · Sućuraj · Sutivan · Šestanovac · Šolta · Tučepi · Zadvarje · Zagvozd · Zmijavci